# Солу
Солу (*бірм. စောလူ; 19 квітня 1049 — 1084) — 2-й володар Паганського царства у 1077—1084 роках. Відомий також як Ман Лулан (в китайському варіанті Мін Лулін).

## Життєпис
Син паганського володаря Анорати. Народився 1049 року у м. Паган. Оскільки він був сином старшої дружини, то батько призначив його спадкоємцем трону. Виховувався арикторкаткою з племені мон. Виріс із сином годувальниці Яманканом, який став його близьким другом. На відміну від зведеного брата Чанзітти не брав участі в батьківських військових кампаніях.
1077 року після смерті Анорати за підозрілих обставин став володарем Пагану. Прийняв титул шріваджрабхаранатрібупаті (бірм. ၐြီဝဇြာဗရဏ တြိဘုပတိ). Одружився з удовою батька — представницею монського царського дому Манісандою (Кхін У), яку зробив старшою дружиною.
Того ж року виступив на придушення повстання монів (на півдні). Військо Пагану перемогло повсталих, а потім пройшло значно далі на південь, внаслідок чого було розширено кордони держави до сучасного міста М'єй. Щоб керувати мономовними територіями на півдні, він призначив свого вірного друга дитинства Яманкана. Щоб керувати верхньою країною за наполяганням ченця Шін Арахана, неохоче повернув із заслання Чанзітту, якого Анаврахта відправив у вигнання за його роман із Манісандою. Проте Манісанда і Чанзітта відновили любовний зв'язок, тому Солу відправив брата до Дали (на півдні).
1082 року почалося потужне повстання монів. Хроніки драматично описують розрив між Солу та Яманканом. Двоє грали в кості, і Яманкан виграв. Коли Яманкан веселився від своєї перемоги, паганський володар кепкував з нього: «Якщо ти такий розумний, чому б тобі не повстати проти мене?» Яманкан повернувся до Пегу, де почав повстання. Наприкінці 1082 року він поплив угору річкою Іраваді та зайняв позицію на острові в Тайєті нижче Пагану. Солу викликав Чанзітту, якого призначив командувачем. У вирішальній битві 1083 року паганське військо зазнало поразки, а Солу потрапив у полон. Невдовзі Яманкан захопив Паган, який сплюндрував. У квітні 1084 року Солу було страчено. Невдовзі за цим Яманкан загинув внаслідок змови. Чанзітта зумів відновити Паганське царство.